# جمانة باسيل شلالا
جمانة باسيل شلالا (1966 - ) هي نائبة المدير العام ورئيس مجموعة الخدمات المصرفية الاستهلاكية في بنك بيبلوس ش.م.ل، ثالث أكبر بنك مدرج في لبنان. ظهرت على قائمة فوربس لأقوى النساء العربيات في أعوام 2014، و2015، و2017، ووضعتها مجلة فوريس على قائمة النساء الأكثر تأثيرًا في الشرق الأوسط في عام 2018، وضمن أكبر 15 سيدة أعمال لبنانية. وهي أيضًا عضو مجلس إدارة غرفة التجارة والصناعة والزراعة في بيروت وجبل لبنان.

## نشأتها
وُلدت جمانة في لبنان عام 1966، وهي ابنة المصرفي اللبناني البازر ورئيس بنك بيبلوس فرانسوا باسيل، أسس جدها وشقيقه «سوسيتيه كوميرشال إت إغريكول بيبلوس فريريز وشركاه»، وهي شركة لبنانية تركز في الأساس على دباغة الحرير الطبيعي والجلود بالإضافة إلى أنشطة ائتمانية زراعية واستهلاكية. في عام 1950 غيرت الشركة اسمها إلى بنك بيبلوس، فوالدها من الأعضاء المؤسسين للبنك، ورئيس مجلس إدارة البنك منذ 1979 حتى 2015، وفي عام 2015 تم انتخاب شقيقها سمعان باسيل رئيسًا ومديرًا عامًا للبنك. حصلت جومانة باسيل شلالا على شهادة البكالوريوس في إدارة الأعمال الدولية من الجامعة الأمريكية في باريس (AUP)، وشهادة بكالوريوس في التسويق التجاري من الجامعة اللبنانية الأمريكية، وماجستير في التسويق من كلية الدراسات العليا، في إطار برنامج مشترك مع الكلية العليا للتجارة في باريس.

## حياتها المهنية
انضمت جومانة باسيل شلالا إلى بنك بيبلوس عام 1991 كرئيس مؤسس لقسم جديد في المصرف وهو قسم الاتصالات والتسويق.  ثم عملت بعد ذلك في سلسلة من المناصب العليا، واكتسبت خبرة أوسع في مجال الخدمات المصرفية. خلال هذه الفترة كانت وراء إطلاق العديد من المبادرات الجديدة في القطاع المصرفي اللبناني، منها: إطلاق أول دائرة تسويق واتصالات كاملة، وإطلاق أول حملة إعلانية تلفزيونية، وأول حملة إعلانية للشركات الخارجية، وأول بطاقة ائتمان بالليرة اللبنانية. وفي عام 2011 أصبحت نائبة للمدير العام، كمى احتفظت بدورها كرئيس لقسم الخدمات المصرفية للمستهلكين وقنوات التوزيع بالمجموعة. 

## أنشطتها الاجتماعية
جومانة عضوة مؤسسة أفي المركز اللبناني للتربية الخاصة، وهي أيضًا عضوة في الجمعية التعاونية اللبنانية من أجل التنمية، التي تهدف الحد من الفقر واستكمال عودة النازحين إلى لبنان ومساعدة الأسر في المدن والقرى على مقاومة الهجرة إلى المدن أو حتى في بلدان أخرى، كما تترأس جومانة شركة أدونيس للتأمين وهي شركة تأمين تركز على الشركات الناشئة والنامية في مجال التكنولوجيا والوسائط المتعددة وقطاعات الرعاية الصحية. 
جومانة متزوجة من ماريو شلالا، وهو رجل أعمال لبناني بارز يمتلك شركة سيمكو للهندسة والتجارة، وهي شركة كهربائية ميكانيكية لبنانية متخصصة في تصميم وتنفيذ المشاريع الكبيرة.  وهو أيضًا أحد مؤسسي «بيبلوس أدفينسيت إينرجي»، والمتخصص في بناء وصيانة وتشغيل محطات الوقود. ولديهما طفلان. 